# Verano en diciembre
Verano en diciembre és una pel·lícula de comèdia dramàtica espanyola de 2024, escrita i dirigida per Carolina África, basada en la seva pròpia obra de teatre. És protagonitzada per Lola Cordón, Carmen Machi, Bárbara Lennie, Beatriz Grimaldos, Vicky Luengo e Irene Escolar. Es va estrenar a la Setmana Internacional de Cinema de Valladolid (Seminci) el 19 d'octubre de 2024, i després es va estrenar en cinemes espanyols el 8 de novembre de 2024, amb distribució de Vértigo Films.

## Argument
l conflicte es desencadena amb la commemoració anual d'una defunció, amb la consegüent trobada de Teresa (Carmen Machi), les seves filles – Carmen (Bárbara Lennie), Paloma (Vicky Luengo), Noelia (Irene Escolar) i Alicia (Beatriz Grimaldos) – i la seva sogra, Martina (Lola Cordón), que està sota la cura de Teresa.

## Repartiment
- Carmen Machi com Teresa
- Bárbara Lennie com Carmen
- Vicky Luengo com Paloma
- Beatriz Grimaldos com Alicia
- Lola Cordón com Martina
- Irene Escolar com Noelia
- Nacho Fresneda com Rodrigo
- Silvia Marsó
- Antonio Resines com a Don Ramón

## Producció
Produïda per Mare Films i Vértigo Films, la pel·lícula ha comptat amb el suport de RTVE, Movistar Plus+ i l'Institut de la Cinematografia i de les Arts Audiovisuals (ICAA). El rodatge va començar el 30 d'octubre de 2023, sent Kiko de la Rica l'encarregat de la fotografia. Va tenir un pressupost de 2,3 milions de euros. Durant el rodatge, l'ICAA va aprovar una partida de 1,1 milions d'euros en concepte de suport a la producció de la pel·lícula..

## Estrena
La pel·lícula es va estrenar en una gala d'RTVE al Teatro Calderón el 19 d'octubre de 2024, dins de la programació de la Seminci en secció oficial no competitiva. Originalment Vértigo Films va programar l’estrena als cinemes de Verano en diciembre pel 15 de novembre de 2024; no obstant això, el seu llançament finalment es va avançar per al 8 de novembre de 2024.

## Recepció
El crític Juan Pando, de la revista Fotogramas, va puntuar la pel·lícula amb 3 de 5 estrelles. Va destacar a Lola Cordón, "una autèntica robaescenes", i va lamentar l'ús excessiu de humor escatològic.

## Reconeixements
| Any  | Premi             | Categoria           | Nominat             | Resultat | Ref    |
| ---- | ----------------- | ------------------- | ------------------- | -------- | ------ |
| 2025 | XXXIX Premis Goya | Millor banda sonora | Sergio de la Puente | Pendent  | [ 11 ] |